# Elena Sanz i Martínez de Arizala
Elena Sanz i Martínez de Arizala (Castelló de la Plana, Plana Alta, 6 de desembre de 1844 - París, 24 de desembre de 1898) fou una mezzosoprano valenciana, amant del rei Alfons XII i mare de dos fills del monarca, Alfonso, nascut el 1880 i Fernando, nascut el 1881.
Filla de Manuel i de Josefa, nasqué a Castelló perquè son pare era funcionari ministerial de la ciutat. Fou traslladat a Madrid al voltant de 1856. Elena i la seva germana Dolores ingressaren al Colegio de niñas huérfanas de Leganés, on Elena aprengué cant i realitzà les primeres actuacions. Una nit de Nadal, la sentí cantar la duquessa Sofia de Sesto, la qual assabentà la reina Isabel II de la veu de la jove Elena. La reina acceptà proporcionar-li tots els mitjans per educar-li la veu a París. Mentrestant, rebé classes al Real Conservatori de Madrid amb Baltasar Saldoni. Elena era requerida en reunions i tertúlies aristocràtiques. En acabar la seva formació es va incorporar a la companyia d'Adelina Patti amb qui va triomfar als escenaris europeus. El 1870, a París, Elena era considerada una cantant extraordinària per la tessitura de contralt, amb gran domini de les notes greus i una amplitud de les escales, apta per a papers tràgics i dramàtics. Actuà a l'Òpera Garnier de París, el 1876, pocs mesos després de la inauguració del coliseu. Després, Elena partí de gira a Sant Petersburg, Roma i Madrid.
El 1877 actuà en el debut de Julián Gayarre al Teatro Real de Madrid amb l'òpera La favorita de Donizetti. La tessitura de la veu d'Elena era propícia per interpretar personatges d'intensitat dramàtica com la princesa d'Éboli de Don Carlo, Ammeris d'Aida, Magdalena de Rigoletto, la Carmen de Bizet o de Maffeo Orsini, vestida d'home, a Lucrezia Borgia. En una de les actuacions al Teatro Real amb l'assistència de la família reial, el jove Alfons quedà captivat per la veu i la bellesa d'Elena; tots dos s'havien conegut a Viena feia uns anys. Després de la funció, els protagonistes departiren amb els reials espectadors i Alfons s'enamorà de la cantant aquella mateixa nit sense sospitar que la seua pròpia mare havia preparat l'encontre. Però els plans de la reina no s'acompliren: la relació amorosa entre Alfons i Elena se superposà al prometatge i al matrimoni amb la reina Maria Mercedes, a la malaltia mortal de la reina, a la viduïtat del rei i al segon matrimoni amb l'arxiduquessa Cristina d'Habsburg.
La temporada 1878-1879 compartí repartiment amb Julián Gayarre. Aquesta serà l'última temporada de la cantant, perquè davant dels requeriments del jove rei decidí abandonar la carrera operística per poder estar al costat de l'amant. Elena esperava el primer fill i el rei, a canvi de la retirada, li concedí una pensió molt inferior als guanys de la cantant cada temporada operística. Tot Madrid era coneixedor d'aquest amor i, fins i tot polítics com Cánovas i escriptors com Vital Aza i Pérez Galdós se'n feren ressò. Un dels personatges més estimats per Elena i Alfons era el de Leonor de Guzmán a La favorita de Donizetti, en què es contava una història semblant a la de la nostra protagonista.
L'any 1882 va néixer el segon fill d'Elena amb el rei el que va fer que la reina Maria Cristina s'encarregués personalment d'apartar de la cort Elena Sanz, que marxà amb els fills, Alfons i Ferran, a París. El 1886 Elena es va avindre a signar l'Acta de París on, després d'unes negociacions per fer desaparèixer unes cartes compromeses, s'arribà a un acord en el qual Elena entregaria les cartes que acreditaven la paternitat del rei i signaria la renúncia dels fills a qualsevol investigació sobre la paternitat d'Alfons XII a canvi d'un dipòsit de 30.000 francs. A principi del segle xx, 1905-1907, els fills d'Elena iniciaren un plet que es resolgué negativament, ja que no foren acceptades les seves peticions. Elena morí a París el 1898.